# Соотношение Майера
Соотношение Майера (или уравнение Майера, или соотношение Роберта Майера) — это уравнение, связывающее теплоёмкость идеального газа при постоянном давлении с его теплоёмкостью при постоянном объёме. Для газа, взятого в количестве одного моля, соотношение Майера имеет вид:
{\displaystyle C_{P,m}-C_{V,m}=R,\qquad (M)}
где {\displaystyle R} — универсальная газовая постоянная, {\displaystyle C_{P,m}} — молярная теплоёмкость при постоянном давлении, {\displaystyle C_{V,m}} — молярная теплоёмкость при постоянном объёме.
Это соотношение впервые было обосновано в 1842 году немецким исследователем Юлиусом Робертом Майером, а более подробно и доказательно — в его научной публикации 1845 года «Органическое движение в его связи с обменом веществ» (нем. Die organische Bewegung im Zusammenhang mit dem Stoffwechsel) (для одного кубического сантиметра воздуха, для которого теплоёмкость при постоянном давлении и отношение теплоёмкостей {\displaystyle C_{P}/C_{V}} были достаточно хорошо известны).

## Теплоёмкость и молярная теплоёмкость
Количество теплоты {\displaystyle \delta Q}, которое необходимо сообщить телу для изменения его температуры на малую величину {\displaystyle \mathrm {d} T,} определяется теплоемкостью тела C:
{\displaystyle C={\frac {\delta Q}{\mathrm {d} T}}.}
Теплоёмкость тела зависит от содержащегося в нём количества вещества Z (например, выраженного в молях), поэтому само вещество характеризуют молярной теплоёмкостью {\displaystyle C_{m}}, отнесённой к одному молю вещества (нижний индекс m далее означает величины, отнесённые к одному молю):
{\displaystyle C_{m}={\frac {C}{Z}}.}

## Элементарный вывод соотношения Майера
Молярная теплоёмкость не является однозначной характеристикой вещества, так как согласно первому началу термодинамики переданное телу количество теплоты расходуется не только на изменение внутренней энергии тела dU (приводящее к изменению температуры), но и на работу {\displaystyle \delta A}, совершённую телом при его расширении:
{\displaystyle \delta Q=\mathrm {d} U+\delta A,\qquad (1)}
В частном случае изохорного процесса (при неизменном объёме тела) работа равна нулю, то есть
{\displaystyle \delta Q_{V}=\mathrm {d} U,}
или, выражая количество теплоты через теплоёмкость (при постоянном объёме) и изменение температуры:
{\displaystyle \mathrm {d} U=C_{V}\mathrm {d} T.\qquad (2)}
В то же время при изобарном процессе (при постоянном давлении) количество теплоты, необходимое, чтобы повысить температуру на такую же величину dT
{\displaystyle \delta Q_{P}=C_{P}\mathrm {d} T,\qquad (3)}
превышает в соответствии с уравнением (1) количество теплоты при изохорном процессе на величину совершаемой расширяющейся газом работы:
{\displaystyle \delta Q_{P}=\mathrm {d} U+\delta A=\mathrm {d} U+P\mathrm {d} V=\mathrm {d} U+\mathrm {d} (PV).\qquad (4)}
В соответствии с законом Джоуля, внутренняя энергия заданного количества идеального газа зависит только от его температуры, поэтому изменение его внутренней энергии при любом процессе выражается через изменение его температуры согласно формуле (2). Следовательно, для одного моля идеального газа соотношение (4) с учётом (2) и (3) имеет вид: {\displaystyle C_{P,m}\mathrm {d} T=C_{V,m}\mathrm {d} T+\mathrm {d} (PV_{m})}. Далее из уравнения состояния для одного моля идеального газа {\displaystyle PV_{m}=RT} вычисляется работа {\displaystyle \mathrm {d} (PV_{m})=R\mathrm {d} T} и получается приведённое в преамбуле соотношение Майера (М). Вывод следует книге Д. В. Сивухина.

## Следствия из соотношения Майера
Уравнение Майера связывает разность теплоёмкостей, которые меряются (во всяком случае мерились во времена Майера) калориметрическим способом и результат измерения которых выражается через единицы количества теплоты (калории), с механической работой, результат которой может быть выражен просто в виде поднятия поршня с грузом на определенную высоту при изобарическом расширении газа. Майер использовал это соотношение, чтобы определить механический эквивалент теплоты, то есть соотношение между единицами измерения количества теплоты и единицами механической работы
В силу соотношения Майера теплоёмкость газа при постоянном давлении всегда больше теплоёмкости при постоянном объеме: {\displaystyle C_{P}>C_{V}}. Последнее термодинамическое неравенство справедливо для любого тела, не обязательно для идеального газа, но его истинность в общем случае доказывается другим способом. 
Отношение теплоёмкостей в процессах с постоянным давлением и постоянным объемом: {\displaystyle \gamma ={C_{P}}/{C_{V}},}
носит название «показатель адиабаты» и играет важную роль в термодинамике.
Из уравнения Майера следует, что:
{\displaystyle C_{V,m}={\frac {R}{\gamma -1}},\qquad \qquad C_{P,m}={\frac {\gamma R}{\gamma -1}}}

## Строгий вывод соотношения Майера
Элементарный вывод соотношения Майера помимо уравнения состояния идеального газа в явном виде использует закон Джоуля (утверждение о том, что внутренняя энергия идеального газа не зависит от его объёма). При более строгом подходе закон Джоуля оказывается следствием уравнения состояния идеального газа, что может быть продемонстрировано, например, с помощью соотношений Максвелла.

## Комментарии
1. ↑  Благодаря благожелательному упоминанию работ Майера в книге Ф. Энгельса[6], в СССР их все перевели на русский язык.